# Joseph Angelo Grech

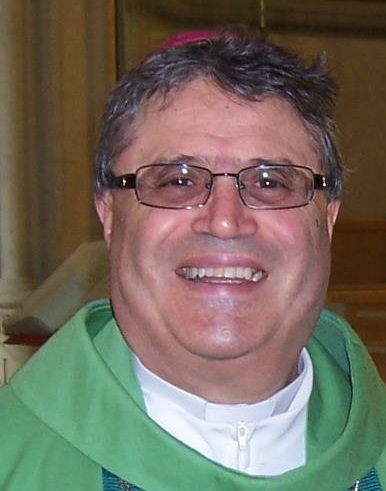
Joseph Angelo Grech, 2009

Joseph Angelo Grech (* 10. Dezember 1948 in Ħal Balzan, Malta; † 27. Dezember 2010 in Melbourne, Australien) war Bischof von Sandhurst.

## Leben
Joseph Angelo Grech studierte Theologie und Philosophie am Diözesanseminar in Balzan in Malta und am Corpus Christi College Glen Waverley und Clayton. Er empfing durch den Weihbischof in Malta, Joseph Mercieca, am 30. November 1974 die Priesterweihe. Er war in der Seelsorge tätig in Melbourne sowie in Northcote, Altona North, Maidstone und Moonee Ponds sowie Gemeindepfarrer in Brunswick East. Nach einem Promotionsstudium an der Päpstlichen Universität Gregoriana in Rom wurde er Kaplan der Katholischen Charismatischen Erneuerungsbewegung (Catholic Charismatic Renewal). Am Corpus Christi College des Bistums war er Spiritual.
Papst Johannes Paul II. ernannte ihn am 27. November 1998 zum Titularbischof von Belesasa und zum Weihbischof in Melbourne. Der Erzbischof von Melbourne George Pell spendete ihn am 10. Februar 1999 in der Patrick’s Cathedral die Bischofsweihe; Mitkonsekratoren waren Thomas Francis Little, Alterzbischof von Melbourne, und Joseph Peter O’Connell, Weihbischof in Melbourne.
Am 8. März 2001 wurde er zum Bischof von Sandhurst ernannt und am 27. April 2001 in der Sacred Heart Cathedral ins Amt eingeführt. Er war zudem in der australischen Bischofskonferenz zuständig für Jugendliche und junge Erwachsene und für Migranten und Flüchtlinge.